# فرهاد توکلی
فرهاد توکلی روزبهانی معروف به فرهاد توکلی (زاده ۲۴ دی‌ماه ۱۳۶۷ در اهواز) یک بازیکن فوتسال اهل استان خوزستان شهر اهواز جمهوری اسلامی ایران است. وی عضو تیم باشگاهی نفت الوسط عراق بود و هم اکنون عضو باشگاه الکویت کویت و تیم ملی فوتسال ایران است.

## موفقیت‌ها

### ملی
- مقام سوم جام جهانی ۲۰۱۶.
- مقام قهرمانی جام ملت های آسیا ۲۰۱۶-۲۰۱۸
- مقام نایب قهرمانی اسیا ۲۰۱۴
- مقام قهرمانی المپیک اسیا ۲۰۱۳-۲۰۱۷
- مقام نایب قهرمانی گرندپریکس ۲۰۱۶
- مقام سوم گرندپریکس ۲۰۱۴-۲۰۱۵

### فردی
- برترین بازیکن جام باشگاه‌های آسیا ۲۰۱۶.[۱]
- کاندید مرد سال اسیا ۲۰۱۶
- جزء ۱۰ بازیکن برتر دنیا سال ۲۰۱۸